# Supernova/カルマ
「supernova/カルマ」（スーパーノヴァ/カルマ）は、BUMP OF CHICKENの11枚目のシングル。2005年11月23日にトイズファクトリーから発売された。

## 概要
- 通算2枚目となる両A面シングルで、このシングルの発売から3週間後の12月14日（ゲームソフト『テイルズ オブ ジ アビス』の発売日前日）には、曲順を入れ替えジャケットと隠しトラックを変更した『テイルズ オブ ジ アビス』仕様のシングルも3ヶ月限定生産で販売された[注釈 1]。オリコンチャートでは合算して集計されている。
- ジャケットデザインはタイクーングラフィックスが担当。
- 「supernova/カルマ」の初回盤にはステッカーが付属されており、「カルマ/supernova」の初回盤にはオルゴールへの応募券が付属されている。
- シングルでは「天体観測」に次いで2番目に高い売上を記録し、新作発売の効果もあって「ダイヤモンド」「天体観測」「プラネタリウム」並みのロングヒットとなった。また、2006年度オリコン年間シングルチャートで9位にランクインし、BUMP OF CHICKENの作品ではシングル・アルバム通じて初の年間TOP10入りを果たした。

## 収録曲
- 全曲作詞・作曲：藤原基央　編曲：BUMP OF CHICKEN

1. supernova (6:11)
元々は「カルマ」が出来上がってタイアップが決定した際に、シングルとして出すならカップリングが必要だと感じた藤原がサラッと書いた曲[1]。プリプロも藤原が1人で行い[1]、本人いわく「スケールとしては巨大な曲」[2]。
デモの段階では打ち込みで様々なパーカッションが用いられており、升はそれの処理に際し、レコーディング中に藤原と相談の上升が目をつけていたカホーンで行うことに決定した。
PVは六本木ヒルズにセットを組み上げ、インターネット上で募集した数千人のファンの中で撮影された。なお、「天体観測」のPVの出演者（子役）も出演している。
曲のサビはすべて歌詞がなく、ラララ・ヘイヘイヘイ・ウォウウォウウォウで成り立っている。作詞した藤原は「歌詞があって、初めてうたになると思うが、こういった音だけの物が一番真っ直ぐに気持ちや言葉を伝えられると思う時がある」とコメントしている。
ライブでは、ファンがアンコールを求める際にサビ部分を合唱することが多い。
2. カルマ (3:21)
ゲームソフト『テイルズ オブ ジ アビス』主題歌および同作品のテレビアニメ版のオープニングテーマ曲。
ゲームスタッフと何度も会議を重ねながら作詞・作曲作業が進められた[3]。
演奏時間は3分20秒程度であり、BUMP OF CHICKENのシングルA面曲では最も短い。
PVではメンバー全員に対してそれぞれの「もう一人の自分」が登場しており、それぞれ違う動きをしているが、心の鏡という設定になっている。
カルマとは「業」のことで、必ず結果をもたらし結果はそれによって必ず導かれるという人間の行為を指す。

- 隠しトラックに「ワッショイ（通常盤）」と「ドスコイ（限定盤）」（両曲ともに作詞・作曲:BUMP OF CHICKEN）が収録されている。隠しジャケットにも歌詞と連動したコラージュが使用されている。

## 収録アルバム
- 『orbital period』（#1・#2）
- 『SONG FOR TALES OF THE ABYSS』[注釈 2]（#2）
- 『BUMP OF CHICKEN II ＜2005-2010＞（#1・#2）

## カバー
supernova
- 丸本莉子 - アルバム『COVER SONGS』（2018年2月28日）収録。

カルマ
- 桃井はるこ - アルバム「Pink Hippo Album 〜セルフカバー・ベスト〜」に収録。
- Afterglow［美竹蘭（佐倉綾音）］ - ゲーム『バンドリ! ガールズバンドパーティ!』収録曲[4]。
- 愛美 - LIVE DAM STUDIUM あにそんボーカルにて配信。
- 鈴木千尋 - アルバム「Tales of Dream Project -Festival Songs- 」に収録。